# Alois Preiszler
Alois Preiszler (* 21. Februar 1938 in Eisenberg an der Pinka) ist ein ehemaliger österreichischer Politiker (FPÖ) und Zollbeamter. Er war von 1988 bis 1998 Abgeordneter zum Landtag von Niederösterreich.
Preiszler absolvierte nach der Volks- und Hauptschule die Externistenmatura und trat 1956 in den Dienst der Republik Österreich und engagierte sich zudem als Personalvertreter. Er war lokalpolitisch von 1985 bis 1989 als Gemeinderat in Guntramsdorf aktiv und übernahm 1990 die Funktion eines geschäftsführenden Gemeinderats. Ab 1994 war er wieder Gemeinderat, danach von 2000 bis 2001 geschäftsführender Gemeinderat und von 2001 bis 2005 erneut einfacher Gemeinderat. Zudem fungierte er ab 1990 als Vizepräsident des Niederösterreichischen Zivilschutzverbandes und vertrat die FPÖ vom 17. November 1988 bis zum 16. April 1998 im Niederösterreichischen Landtag.